# Liste der angolanischen Botschafter in Osttimor

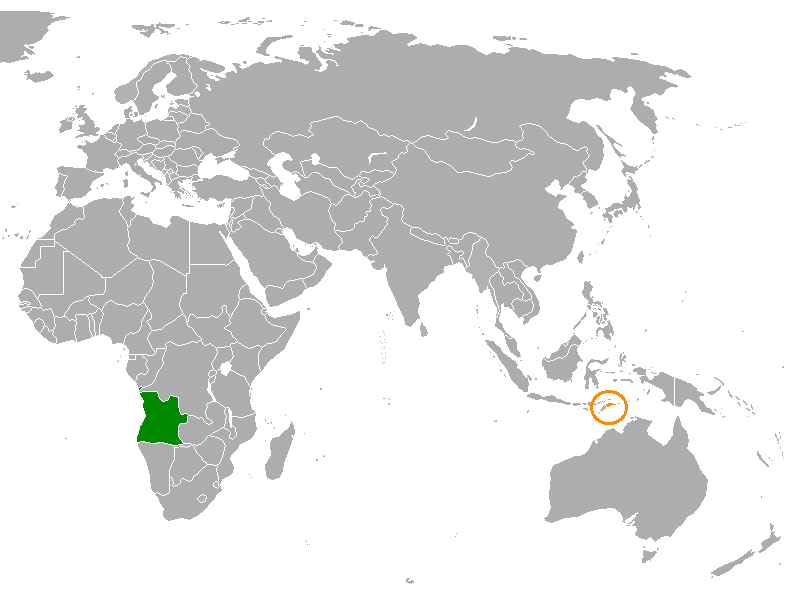
Angola (grün) und Osttimor (orange)

Die Liste führt die Botschafter Angolas in Osttimor auf. Angolas Botschaft in Singapur betreute Osttimor zunächst mit. Mehrmals wurde angekündigt, dass Angola demnächst eine Botschaft in Dili eröffnen würde. Am 6. Mai 2025 eröffnete Angola als erstes afrikanisches Land in Osttimor eine eigene Botschaft.

## Geschichtlicher Hintergrund
Angola und Osttimor haben seit der portugiesischen Kolonialzeit Beziehungen zueinander. 1975 gehörte Angola zu den wenigen Ländern, die die einseitige Ausrufung der Unabhängigkeit von Osttimor 1975 anerkannten.

## Liste
| Name                             | Amtszeit           | Bemerkungen                                       |
| -------------------------------- | ------------------ | ------------------------------------------------- |
| ?                                |                    |                                                   |
| Fidelino Loy de Jesus Figueiredo | 2011 (2016) – 2019 | In Singapur ab 2011 Akkreditierung: 15. Juni 2016 |
| ?                                |                    |                                                   |
| Daniel António Rosa              | 2022–-2024 (?)     | Akkreditierung: 29. April 2022 (online)           |
| José Andrade de Lemos            | seit 2024          | Akkreditierung: 23. März 2024                     |